# Christian Horner

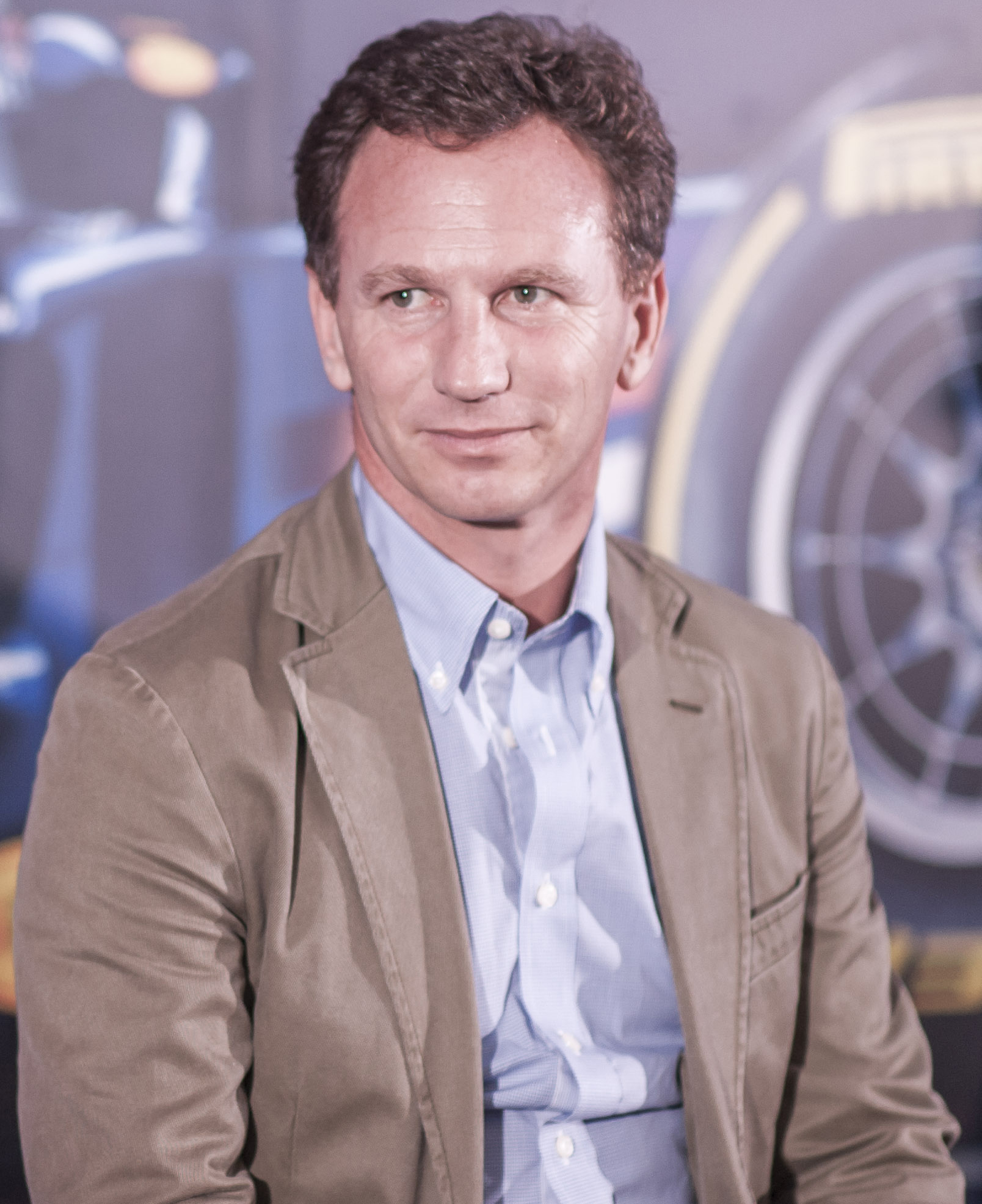
Christian Horner (2013)

Christian Edward Johnston Horner, CBE (* 16. November 1973 in Leamington Spa) ist ein ehemaliger britischer Automobilrennfahrer und war von 2005 bis Juli 2025 Teamchef von Red Bull Racing. Außerdem ist er Teambesitzer von Arden International.

## Karriere

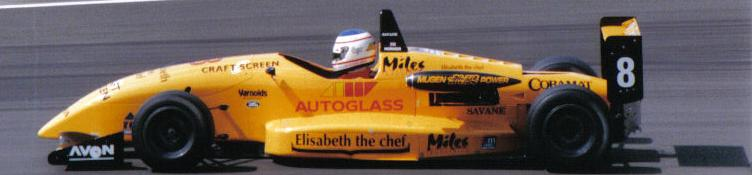
Horner für Alan Docking Racing bei der britischen Formel-3-Meisterschaft in Silverstone 1995

Die Motorsportkarriere von Christian Horner begann 1994 mit dem Debüt des Fortec-Teams in der britischen Formel-3-Meisterschaft. Im darauffolgenden Jahr war Horner in derselben Klasse bei ADR Motorsport, 1996 schließlich bei TOM’S.
1996 fuhr er seine ersten Rennen mit Formel-3000-Autos, als er für Madgwick International in der als nationale Formel-2-Meisterschaft bezeichneten Britischen Formel-3000-Meisterschaft an den Start ging. 1997 wechselte Horner in die Internationale Formel-3000-Meisterschaft, in der er mit seinem eigenen Rennstall Arden International antrat. 1998 blieb er in der Formel 3000 und beteiligte sich vorübergehend an Kurt Mollekens’ Team KTR.
1999 entschied Christian Horner sich für eine Zukunft als Teambesitzer in der Formel 3000 mit Wiktor Maslow und Marc Goossens. 2002 holte Horner Tomáš Enge und Björn Wirdheim ins Team, die Maslow und Goossens ersetzten. Für die Saison 2003 musste Enge das Cockpit für den US-Amerikaner Townsend Bell räumen, während Wirdheim im Team bleiben konnte. Die Saison 2004 wurde für Horner und das Arden-Team ein erfolgreiches Jahr: Die späteren Formel-1-Rennfahrer Vitantonio Liuzzi und Robert Doornbos gewannen die Fahrer- und Mannschaftswertung für Arden.
2005 wechselte Christian Horner in die Formel 1. Red-Bull-Gründer Dietrich Mateschitz kaufte das Jaguar-Team und stellte Horner als Teamchef des neu gegründeten österreichischen Teams Red Bull Racing ein. 2010 bis 2013 gewann das Team mit Horner als Teamchef vier Mal in Folge sowohl den Weltmeistertitel der Konstrukteure als auch mit Sebastian Vettel den Weltmeistertitel in der Fahrerwertung. In den Jahren 2021, 2022, 2023 und 2024 gewann Max Verstappen ebenfalls den Weltmeistertitel in der Fahrerwertung sowie 2022 und 2023 Red Bull auch die Konstrukteurswertung unter Horner als Teamchef.
Zu Beginn des Jahres 2024 kam es zu Unstimmigkeiten zwischen Horner und dem Motorsportchef von Red Bull, Helmut Marko.
Am 9. Juli 2025 wurde Horner nach 20 Jahren Zugehörigkeit zum Team mit sofortiger Wirkung als Teamchef von Red Bull Racing entlassen. Red Bull teilte den Grund für die Entscheidung nicht öffentlich mit. Seine Nachfolge übernahm Racing Bulls Teamchef Laurent Mekies.

## Persönliches
Mit seiner ehemaligen langjährigen Partnerin Beverley Allen hat er eine Tochter (* 2013).
Seit dem Frühjahr 2014 ist er mit der britischen Pop-Sängerin Geri Halliwell (* 1972) liiert, sie heirateten am 15. Mai 2015. Der gemeinsame Sohn kam am 21. Januar 2017 zur Welt.